# أسماء بنت مخربة
أسماء بنت مخربة، ويقال أسماء بنت مخربة بن جندل بن أبير بن نهشل بن دارم من بني تميم، وهي صحابية من قبيلة تميم، وهي أم أبي جهل، وأم الصحابي عياش بن أبي ربيعة. أسلمت أسماء يوم الفتح وقد اختلف في إسلامها فمنهم من قال أنها ماتت قبل الفتح، ومنهم من قال أنها أسلمت وعاشت خلال خلافة عمر وهو ما ثبت، تعتبر من النساء النادرات اللاتي مارسن التجارة في مكة، حيث تاجرت بالعطور اليمنية.
قال ابن سعد: «تزوج هشام بن المغيرة أسماء بنت مخربة النهشلية التميمية فولدت له: أبا جهل والحارث ابني هشام، ثم هلك عنها، فتزوجها أخوه أبو ربيعة بن المغيرة المخزومي فولدت له: عياش وعبد الله وأم حُجَير بنو أبي ربيعة، وقد أسلمت أسماء وبايعت وقدمت المدينة».